# حادث كيميائي

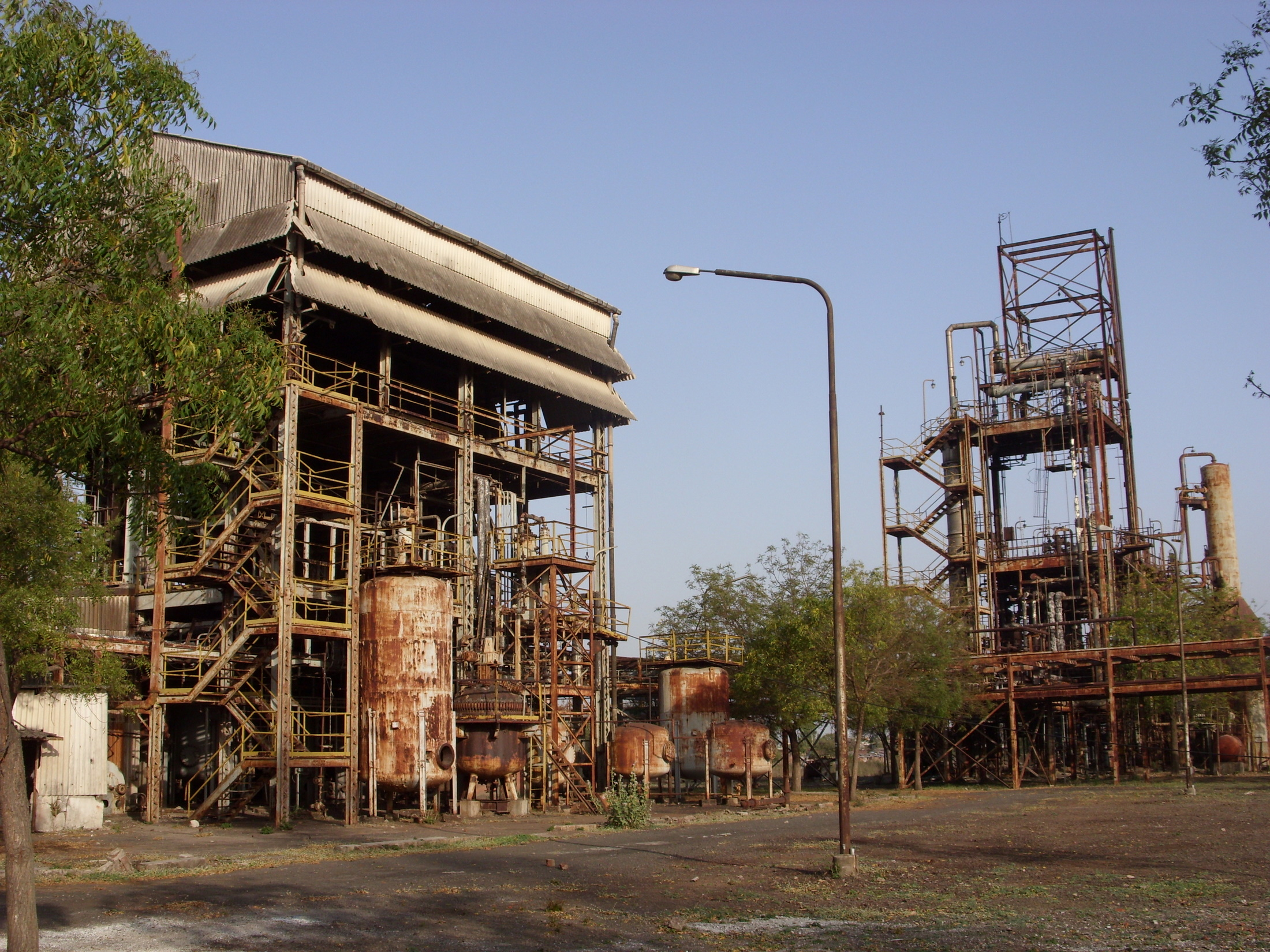
بقايا مصنع مبيدات في بوبال ، الهند.

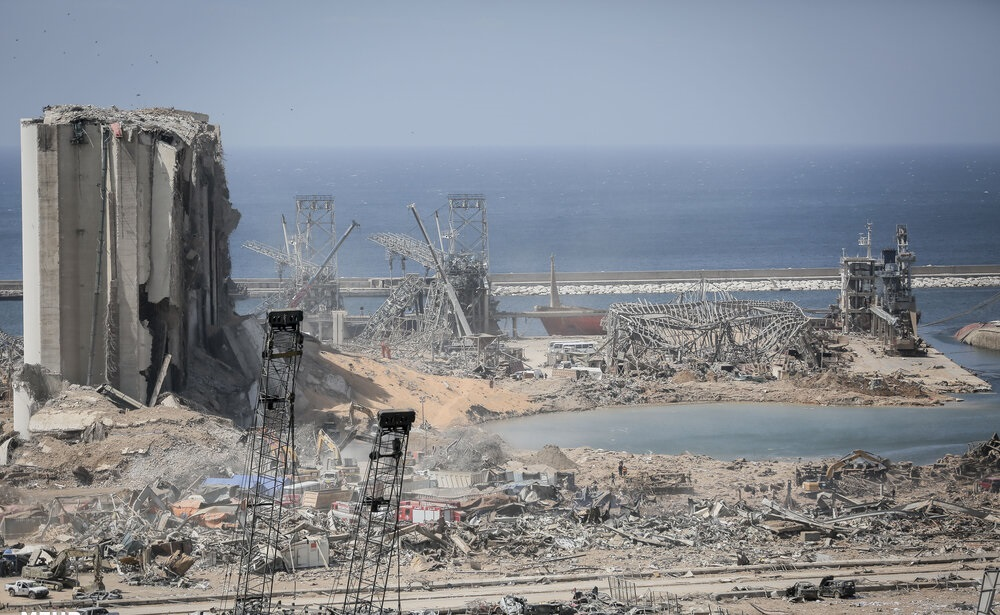
آثار انفجار بيروت 2020.

الكارثة الكيميائية هي الإطلاق غير المقصود لواحد أو أكثر من المواد الخطرة التي يمكن أن تضر بصحة الإنسان والبيئة. المخاطر الكيميائية هي أنظمة يمكن أن تحدث فيها حوادث كيميائية في ظل ظروف معينة. تشمل هذه الأحداث الحرائق، الانفجارات، التسربات أو إطلاق مواد سامة أو خطرة يمكن أن تسبب مرضًا، إصابة أو إعاقة.
في حين أن الحوادث الكيميائية قد تحدث عندما يتم تخزين، نقل، أو استخدام مواد سامة ، فإن أشدها خطورة هي الحوادث الصناعية، التي تشمل المرافق الرئيسية لتصنيع وتخزين المواد الكيميائية. إن أخطر حادث كيميائي مسجل في التاريخ هو مأساة بوبال للغاز عام 1984 التي وقعت في الهند و لقي فيها أكثر من 3000 شخص مصرعهم بعد إطلاق بخار شديد السمية ( ميثيل أيزوسيانيت ) في مصنع يونيون كاربايد للمبيدات .
تتراوح الجهود المبذولة لمنع الحوادث من أنظمة السلامة المحسنة إلى التغييرات الأساسية في استخدام المواد الكيميائية وتصنيعها ، والتي يشار إليها بالوقاية الأولية أو السلامة المتأصلة.
في الولايات المتحدة ، أدى القلق بشأن الحوادث الكيميائية بعد كارثة بوبال إلى إقرار قانون التخطيط للطوارئ وحق المجتمع في المعرفة لعام 1986، الذي يتطلب الجهود المحلية في التخطيط للطوارئ في جميع أنحاء البلاد ، بما في ذلك إخطارات الحالات الطارئة. يتطلب القانون أيضًا من الشركات الإعلان لعامة الناس عن تخزينها للمواد الكيميائية السامة و الممارسات التي تتبعها بذلك، و بناءً على هذه المعلومات، فإنه يمكن للمواطنين التعرف على المناطق المعرضة للخطر التي يمكن فيها أن تؤدي الانبعاثات الشديدة للمواد السامة إلى إيذاء و في بعض الحالات حتى قتل الأفراد.
في عام 1990 ، أنشأ الكونجرس مجلس التحقيق في السلامة الكيميائية والمخاطر الذي لم يبدأ العمل حتى عام 1998، و تتمثل مهمة المجلس في تحديد الأسباب الجذرية للحوادث الكيميائية وإصدار توصيات السلامة لمنع مؤشرات أداء السلامة في المستقبل، كما ينظم ورشات عمل حول عدد من القضايا المتعلقة بالتأهب للحوادث الكيميائية، الوقاية منها والاستجابة لها. 
أدت حوادث في الاتحاد الأوروبي مثل كارثة Flixborough و كارثة Seveso إلى إدلاء تشريعات مثل توجيه Seveso وتخطيط Seveso، بالإضافة إلى تقديم تقارير السلامة للسلطات المحلية. كما يوجد لدى العديد من البلدان منظمات يمكنها المساعدة في عمليات تقييم مخاطر المواد والتخطيط لحالات الطوارئ التي تتطلبها مجموعة واسعة من التشريعات كمركز الطوارئ الكيميائية الوطني في المملكة المتحدة و مركز معلومات خدمة الحريق للبضائع الخطرة في بلجيكا .

## روابط خارجية
- - 24-7 Response
  - National Chemical Emergency Centre
  - Brandweerinformatiecentrum voor gevaarlijke stoffen/Fire services information centre for dangerous goods
  - Case Studies in Process Plant Accidents
  - U.S. Chemical Safety and Hazard Investigation Board 
  - U.S. EPA, Chemical Emergency Preparedness and Prevention Office 
  - Safety in the use of Chemicals at work – International Labour Organization (ILO) – (PDF-file)
  - MSDSonline.com A Searchable Database for Material Safety Data Sheets(MSDS)
  - OECD Programme on Chemical Accidents: Environment Directorate
    - Guiding Principles for Chemical Accident Prevention, Preparedness and Response

  - National Institute for Occupational Safety and Health – Chemical Safety
  - A searchable database for chemical safety accidents and lessons learned – FACTSOnline
  - Preventing Chemical Accidents – How to Prevent Chemicals From Contaminating Your Workplace – Safety Storage Systems